# Větrušické rokle
Větrušické rokle jsou národní přírodní rezervace v okrese Praha-východ ležící na pravém břehu řeky Vltavy poblíž obce Větrušice. Chráněné území se překrývá se stejnojmennou evropsky významnou lokalitou soustavy Natura 2000. Rezervace je v péči Agentury ochrany přírody a krajiny ČR – regionálního pracoviště Střední Čechy. Nejbližším zastavěným územím je ze západu město Libčice nad Vltavou na protilehlém břehu řeky a z východní strany obec Větrušice.
Dříve bylo území Větrušických roklí, které má charakter slunných skalnatých strání, využíváno k pastvě, což umožňovalo výskyt rozmanitých bylin. Rezervace byla vyhlášena roku 1969 na území o rozloze asi 25 hektarů za účelem ochrany rostlinného společenství typu skalní stepi a lesostepi. Skály tvoří horniny spilit a buližník. Z chráněných druhů rostlin se ve Větrušických roklích vyskytují například kavyl Ivanův, bělozářka liliovitá, pilát lékařský, třemdava bílá, koniklec luční, tařice skalní, zlatovlásek obecný aj.

## Historie
Během 18. století se na skalních výchozech mezi Větrušicemi a Vltavou nacházelo zejména bezlesí. Na svazích probíhala pastva ovcí, koz a místy i koní. Zvířata okusovala nežádoucí rozrůstající se rostlinstvo, a tak se zde mohla dobře držet světlomilná luční vegetace s řadou cenných rostlinných společenstev. Beze větší změny vypadaly Větrušické rokle i v 19. století. Začátkem 20. století se situace začala výrazně měnit. Pravděpodobně v rámci zalesňovacích akcí Rakouského císařství začaly být v některých částech území vysazovány akátové pařeziny. Mimo akátových lesů přibyla v území i borovice černá, pajasany či třešeň mahahebka, které se začaly pomalu šířit i do původně nezalesněných oblastí. Přetrvávající pastva ale stále do velké míry chránila zbylé luční ekosystémy před zánikem.
Během druhé světové války pastva přestala a celá oblast počala pomalu zarůstat křovinami. V roce 1969 byla zbylá krajina shledána cennou, území bylo prohlášeno za chráněné ve správě okresního národního výboru pro Prahu-východ. V území ale byl prováděn pouze minimální management a krajina tedy stále zůstávala na pospas postupnému zarůstání. Od konce osmdesátých let 20. století začaly být odstraňovány nepůvodní dřeviny systematičtěji a ve stejném období probíhaly i pokusy o posílení populací otakárka ovocného a ještěrky zelené introdukcí nových jedinců, které však u ještěrek nebyly příliš úspěšné.
Roku 1992 byla forma ochrany Větrušických roklí změněna na národní přírodní památku a správou území byla pověřena Agentura ochrany přírody a krajiny. Postupně byly dále odstraňovány expanzivní dřeviny (výše zmíněné akáty a borovice, jasan, šípek, bez černý a další) a prováděn další management (sečení trávy ničení ruderálních a kulturních porostů, sanace skalních stěn). Po povodni v roce 2002 proběhla krom úklidu naplavenin a oprav informačních desek renovace zříceného zpevněného břehu Vltavy, v rámci níž podnik Povodí Vltavy ve spolupráci chráněnou krajinnou oblastí Český kras vytvořil v břehu terásky a výběžky pro obojživelníky.
Ochranným pásmem NPR Větrušické rokle byla vedena jedna z variant vnějšího silničního obchvatu Prahy, což by bylo velkým zásahem a ohrožením pro místní ekosystémy. Nakonec bylo ale od této varianty upuštěno (zejména kvůli přilišnému zásahu do města Libčice nad Vltavou) a trasování bylo posunuto směrem na jih do Drahaňského údolí.

## Přírodní poměry
Národní přírodní rezervace Větrušické rokle je součástí přírodního parku Dolní Povltaví. Rozkládá se na pravém břehu Vltavy přibližně na 32. říčním kilometru. Jedná se o přibližně 2,5 kilometru dlouhý pás táhnoucí se severojižním směrem podél vltavského břehu v šířce od padesáti do 200 metrů. Oblast s výjimkou jižního cípu, který se odděluje od řeky na východ v celé délce přiléhá k Vltavě. Na protějším břehu řeky přímo sousedí s městem Libčice nad Vltavou a z druhé strany přibližně vprostřed jeho délky na území přiléhá obec Větrušice, z níž teče potok protínající střed území jihozápadním směrem. Podél vltavského břehu vede po okraji rezervace frekventovaná turistická stezka.

### Geologie

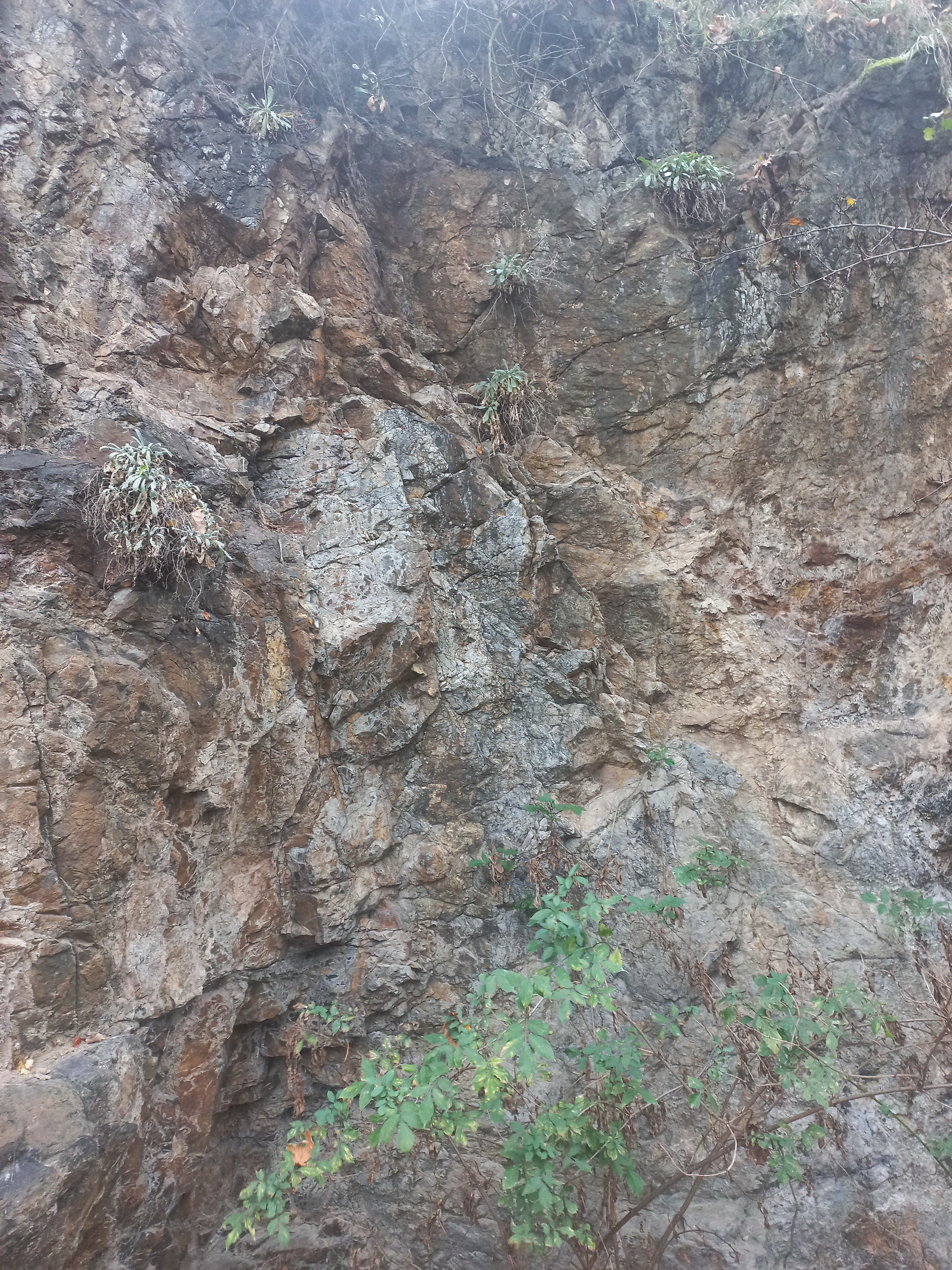
Detail spilitové skalní stěny

Horninový základ chráněného území tvoří různé horniny svrchního proteozoika kralupsko-zbraslavské skupiny. Severní část podkladu tvoří většinou zásadité spility, místy droby a prachovce. V jižní části území převažují droby a silicity. Horní částí na východě vede okraj vysoké terasy, která je tvořena kyselými štěrkopísky se sprašovým překryvem. Na některých místech jsou horniny slabě metamorfované, ve svahu pod větrušicemi je místy patrná i kontaktní metamorfóza. V území se nachází množství pravých žil křemenných dioritů místy až tonalitů. Na svazích leží četné sutě stmelené vylučovaným uhličitanem vápenatým. Na východě se horninové podloží noří pod sedimenty křídové tabule. Většina skalních výchozů je tvořena tmavým bazaltem, který tvoří hrubou ostrohrannou suť.

### Geomorfologie

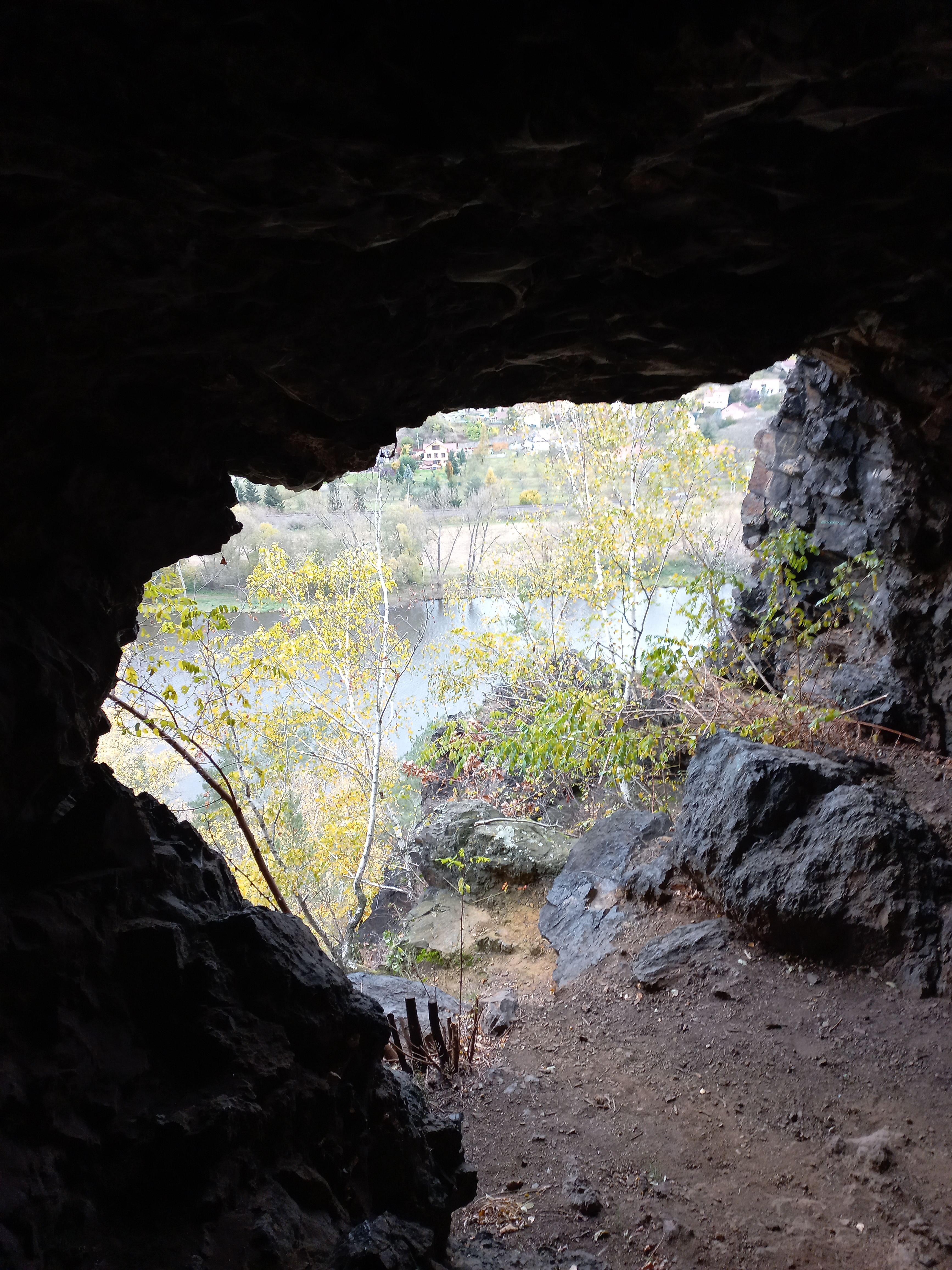
Pohled z jeskyně Drábovka směrem na jih

Území je tvořena nárazovým svahem vltavského kaňonu, který byl formován během kvartéru. Erozní činností vody bylo vyhloubeno údolí hluboké sto metrů. Rezervaci tvoří množství erozních rýh, které jsou strmé a rozdílně orientované, díky čemuž vznikají veliké rozdíly teplotních a vlhkostních podmínek mezi stanovišti (v roce se 1998 zůstal na některých místech až do června sníh). Severní část území má jihozápadní expozici, a spilitový podklad, díky čemuž je teplejší. V jižní silicitové části se naopak udržuje chlad.  Nejvyšším bodem je velký vrch ve výšce 288 m nad mořem. Ve skalních výchozech pod ním se nachází několik pseudokarpických jeskyní, z nichž největší je dvanáct metrů dlouhá Drábovna (nebo též Drábovka či Drápová)

### Půdy
V území se lze setkat s vysokou rozmanitostí půd zpravidla s množstvím půdního skeletu a mělkým horizontem, nacházejí se zde ale i hlubší hnědé půdy. Překryv zásaditých hornin je tvořen mělkými bazickými půdami, na spilitech až eutrofními. Naproti tomu na drobech a silicitech se jedná o půdy oligotrofní. Vyskytují se zde kyselé skalní půdy (rankery, litozemě i skeletovité a propustné kambizemě) a v místech se silnějším obsahem CaCO3 i pararedziny. Okrajově do rezervace zasahují i sprašové hlíny z východních štěrkopískových teras.

### Hydrosféra
Chráněným územím protéká pouze jeden malý potok protékající strmě od Větrušic do Vltavy. Místy se vyskytují malé prameny či dešťová jezírka, ale jiný větší vodní útvar se v území nenachází. Část vegetace může být částečně odkázána na vláhu Vltavy, populace výše položené na skalních výchozech jsou odkázány na nepříliš hojný srážkový úhrn.

### Podnebí
Rezervace se nachází v nejsušší a nejteplejší části Čech s nízkým ročním srážkovým úhrnem 550 milimetrů a průměrnou roční teplotou 9 ˚C. Dle Quittovy klasifikace se jedná o teplou klimatickou oblast T2. Převládá západní vítr, léta jsou suchá a teplá, zimy krátké a chudé na srážky a jara i podzimy jsou teplé.

### Flora

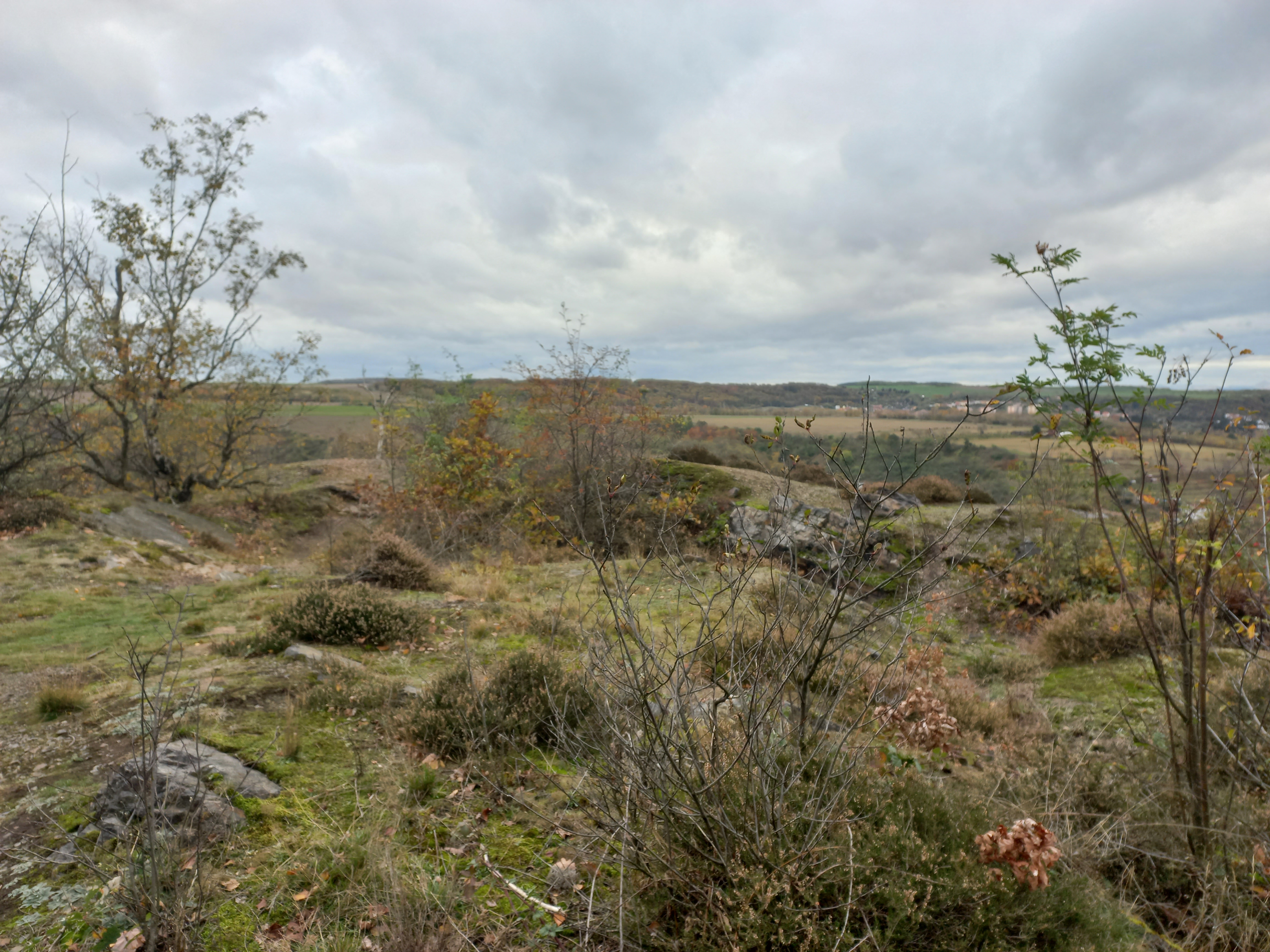
Pohled na západ z vysokého vrchu

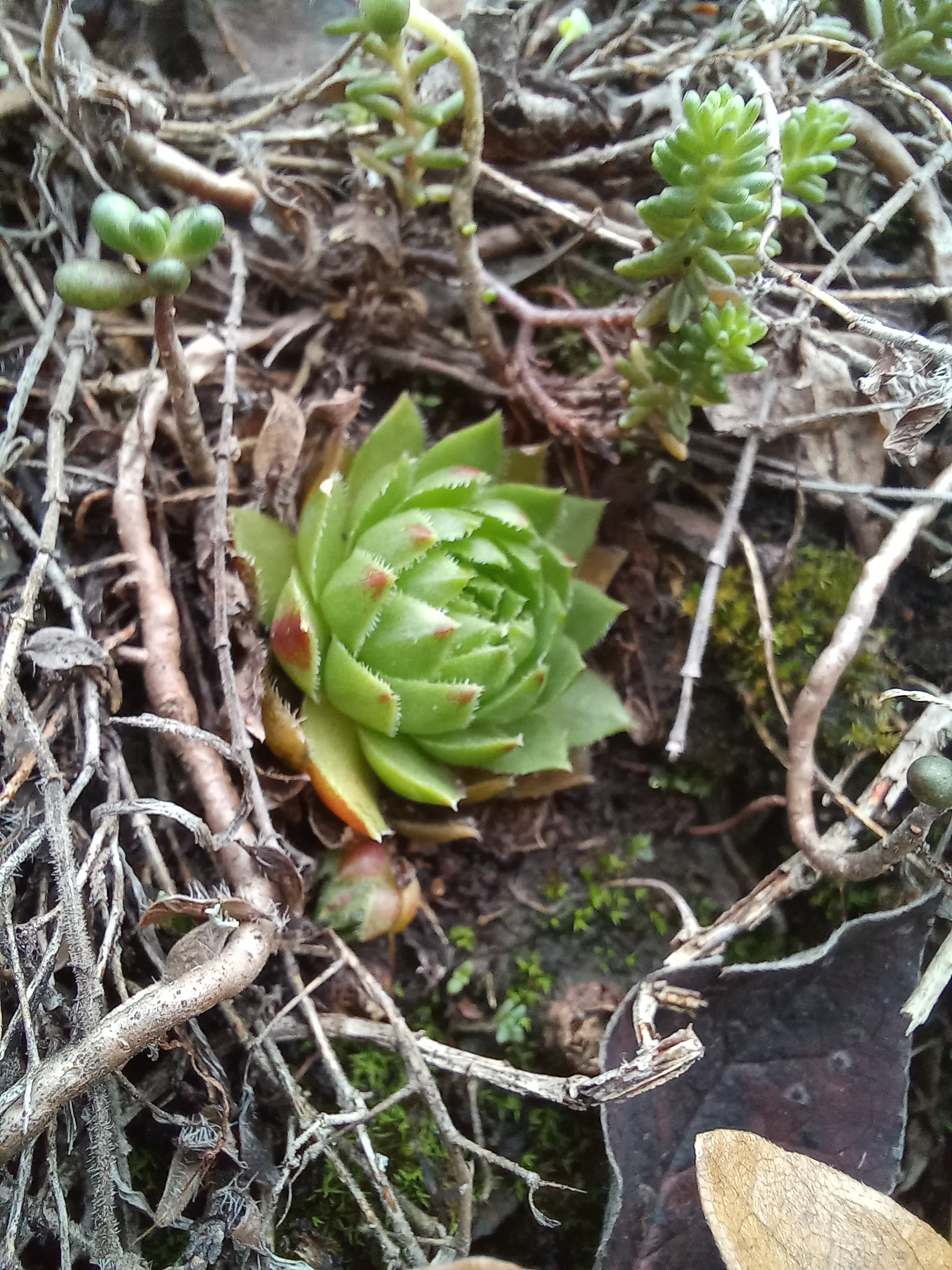
Netřesk a rozchodník rostoucí na jednom ze svahů

Na slunných skalních výchozech dominují Kostřavové suché trávníky, ve stejné míře jsou zastoupeny i kyselé teplomilné doubravy. Dále jsou zde nížinná vřesoviště, úzkolisté suché trávníky, je možné zde nalézt štěrbinovou vegetaci silikátových skal a drolin, pěchavové skalní trávníky i vegetaci bazifilních sukulentů a efemér. Zatím co na živinově bohatších podkladech jsou populace s pěchavou vápnomilnou a bělozářkou vejčitou, na živinově chudších podkladech rostou společenstva vřesu a metličky křivolaké.
Lze zde nalézt řadu ohrožených druhů rostlin. Mezi kriticky ohrožené patří rohatec růžkatý (Glaucium corniculatum) a záraza šupinatá (Orobanche artemisiae-campestris). Silně ohrožené jsou rozrazil trojlaločný (Veronica triloba), koniklec luční (Pulsatilla pratensis), třešeň křovitou (Prunus fruticosa), zárazu písečnou (Orobanche arenaria), modřenec tenkokvětý (Muscari tenuiflorum), křivatec český (Gagea bohemica), pryšec sivý (Gagea bohemica), dejvorec velkoplodý (Caucalis platycarpos) či česnek tuhý a česnek kulatohlavý (Allium sphaerocephalon). Mezi teplomilnými skalními druhy se zde vyskytuje tařinka horská (Alyssum montanum), tařice skalní (Aurinia saxatilis), bělozářka liliovitá (Anthericum liliago), hvězdnice zlatovlásek (Linosyris vulgaris), dvojštítek hladkoplodý (Biscutella laevigata), třemdava bílá (Dictamnus albus) a mnoho dalších.
V území se ale vyskytuje stále veliké množství invazních a nepůvodních rostlin, zejména dřevin, které zde byly v minulosti vysazovány. V hojné míře zde stále rostou akáty, borovice černé a výjimkou nejsou ani jasany a pajasany. Místy se tu také vyskytují i invazní duby červené.

### Fauna a houby

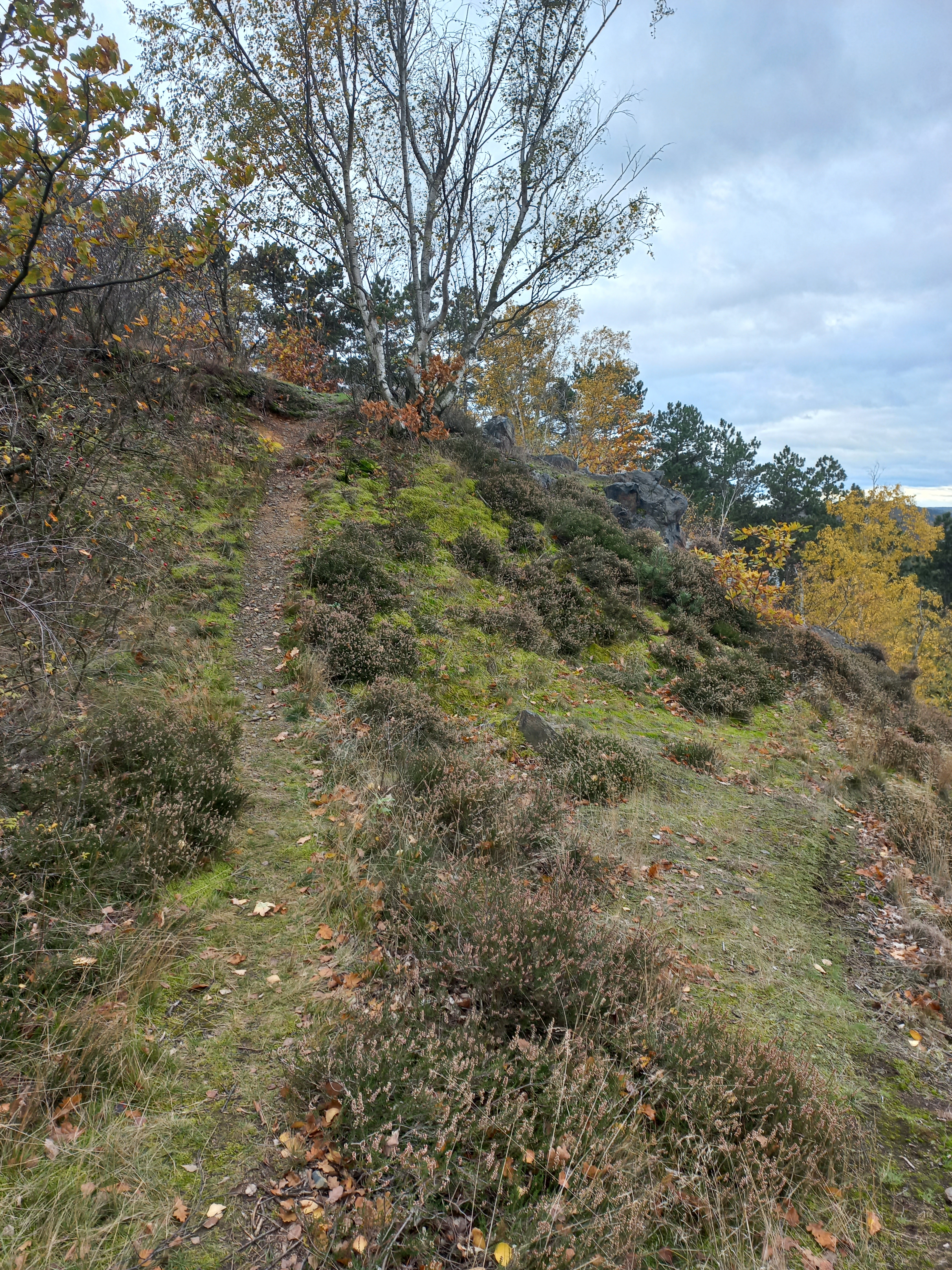
Vřesoviště na vysokém vrchu

V chráněném území se vyskytuje veliké množství jak bezobratlých, tak obratlovců. Bylo zde spočítáno 26 druhů denních motýlů, kolem roku 2017 zde žilo 21 druhů mandelinek. V území bylo nalezeno třicet druhů měkkýšů z nichž sedm je zapsáno na červeného seznamu. Z konkrétních druhů se na lokalitě vyskytuje, podle červených seznamů kriticky ohrožená, ještěrka zelená (Lacerta viridis) nebo v česku kriticky ohrožení skokan skřehotavý (Pelophylax ridibundus), užovka podplamatá (Natrix tessellata) a netopýr velký (Myotis myotis) a kromě něj dalších sedm druhů netopýrů. Z ptačí říše zde lze nalézt například datla černého (Dryocopus martius), kukačku obecnou (Cuculus canorus), žlunu zelenou (Picus viridis) a šedou (Picus canus) a pěnici pokřovní (Sylvia curruca). Hnízdí tady také výr velký (Bubo bubo).
Ze savců zde žijí zejména běžné druhy. Malí hlodavci a hmazožravci jako myšice křovinná (Apodemus sylvaticus) a rejsek malý (Sorex minutus), a jinak veverka obecná (Sciurus vulgaris) a kuna lesní (Martes martes). Vzácně se zde vyskytují ještě plšík lískový (Muscardinus avellanarius) a myšice lesní (Apodemus flavicollis).
Mezi houbami se zde vzácně vyskytuje kriticky ohrožená hvězdovka Pouzarova (Geastrum pouzarii). 

## Ochrana přírody

Plánek NPR větrušické rokle s vyobrazením nezalesněných oblastí

Pro udržení bezlesých ekosystémů i lesních lemů a jejich druhů je potřeba zamezit zarůstání a zajistit dostatek světla druhům přirozeně zde žijícím a zachovat dostatečnou míru oligotrofie (malého množství živin v systému). Kromě prořezávek rychle se rozrůstající trnky je třeba odstraňovat i mnoho invazních druhů dřevin. Rizikem jsou zde akáty, jasany, netýkavky malokvěté i netýkavky žlátnaté, celík kanadský i celík obrovský. Zejména v oblastech 2–5 rostou pajasany, třešně mahalebky, a modříny opadavé. Dříve vysazovaná nepůvodní borovice černá by zde mohla být do budoucna o něco menším problémem, protože vlivem více po sobě jdoucích suchých let začala hynout bez vnějšího zásahu a tedy management spočívá zejména v odstraňování suchého dřeva.[nenalezeno v uvedeném zdroji] Pro zamezení eutrofizace by měla být na suchých trávnících prováděna alespoň jednou za 5 let pastva ovcí či koz. Jinou možností je maloplošné vypalování v zimních měsících, je třeba ale dbát o to, aby zásahem nebyla dotčena populace chráněné hvězdovky Pouzarovy ani přílišné množství živočichů. Požár, jakkoliv by mohl být užitečný, však dosud česká legislativa v rámci managementu neumožňuje.
V rámci ochrany lesních částí (lesního porostu na sutích a rozvolněných doubrav) dochází k postupnému odstraňování nepůvodních dřevin a nahrazování světlejšími dubovými a dubohabrovými porosty.

## Přístup

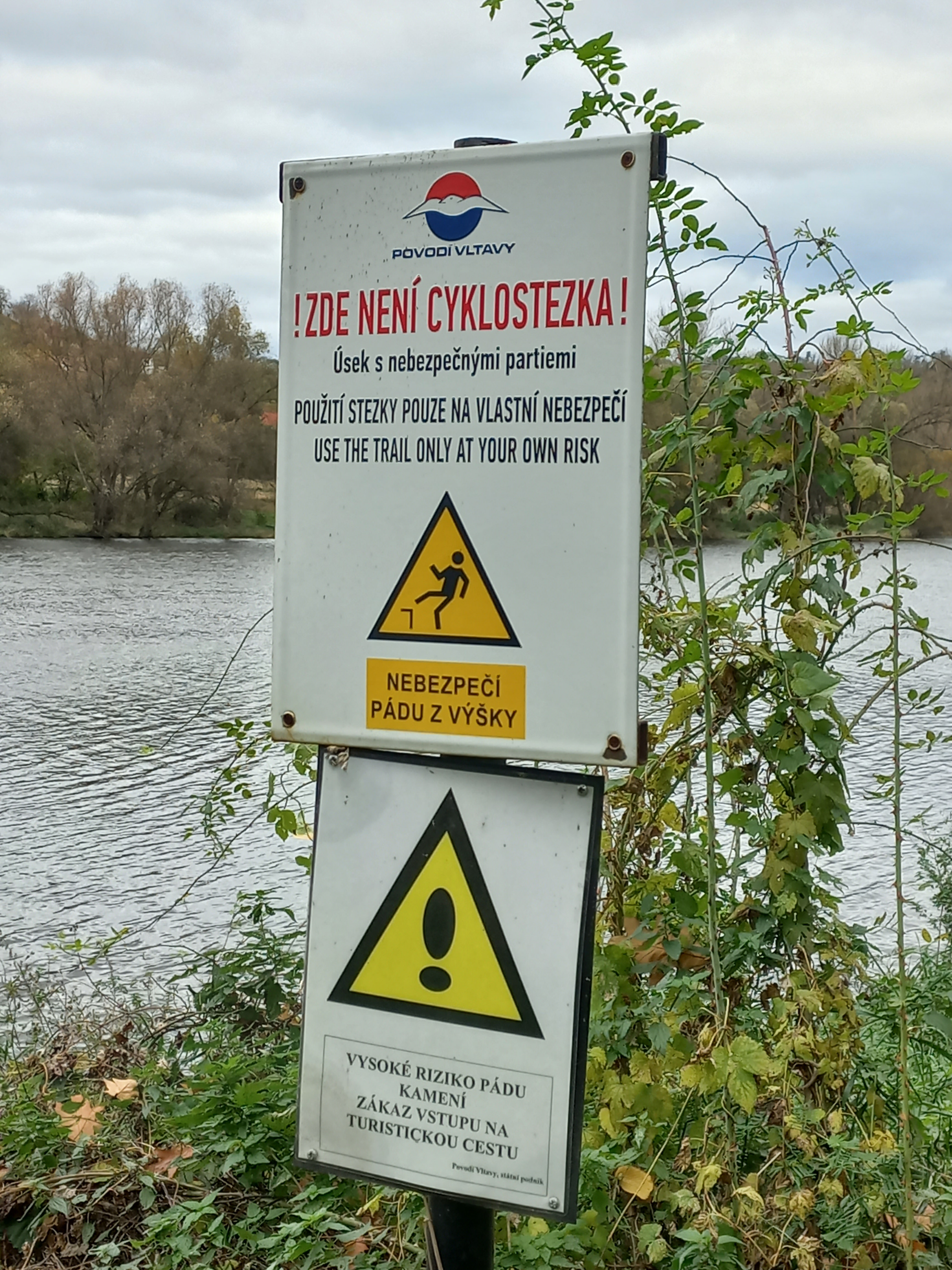
Cedule zákazu vstupu

Do chráněného území se lze nejsnadněji dostat z jihu či severu po značené turistické stezce z nedalekých Medonos či Husince, Řeži. Z východu od obce Větrušice vedou dvě pěšiny: jednou lze do rezervace vstoupit podél odsud tekoucího potoka, druhou přes Velký vrch. U obou se ale nejedná o značené trasy, tedy je na ně vstup zakázán. V některých obdobích může být vstup zakázán i na červeně značenou turistickou trasu z důvodu padajícího kamení.

## Fotogalerie

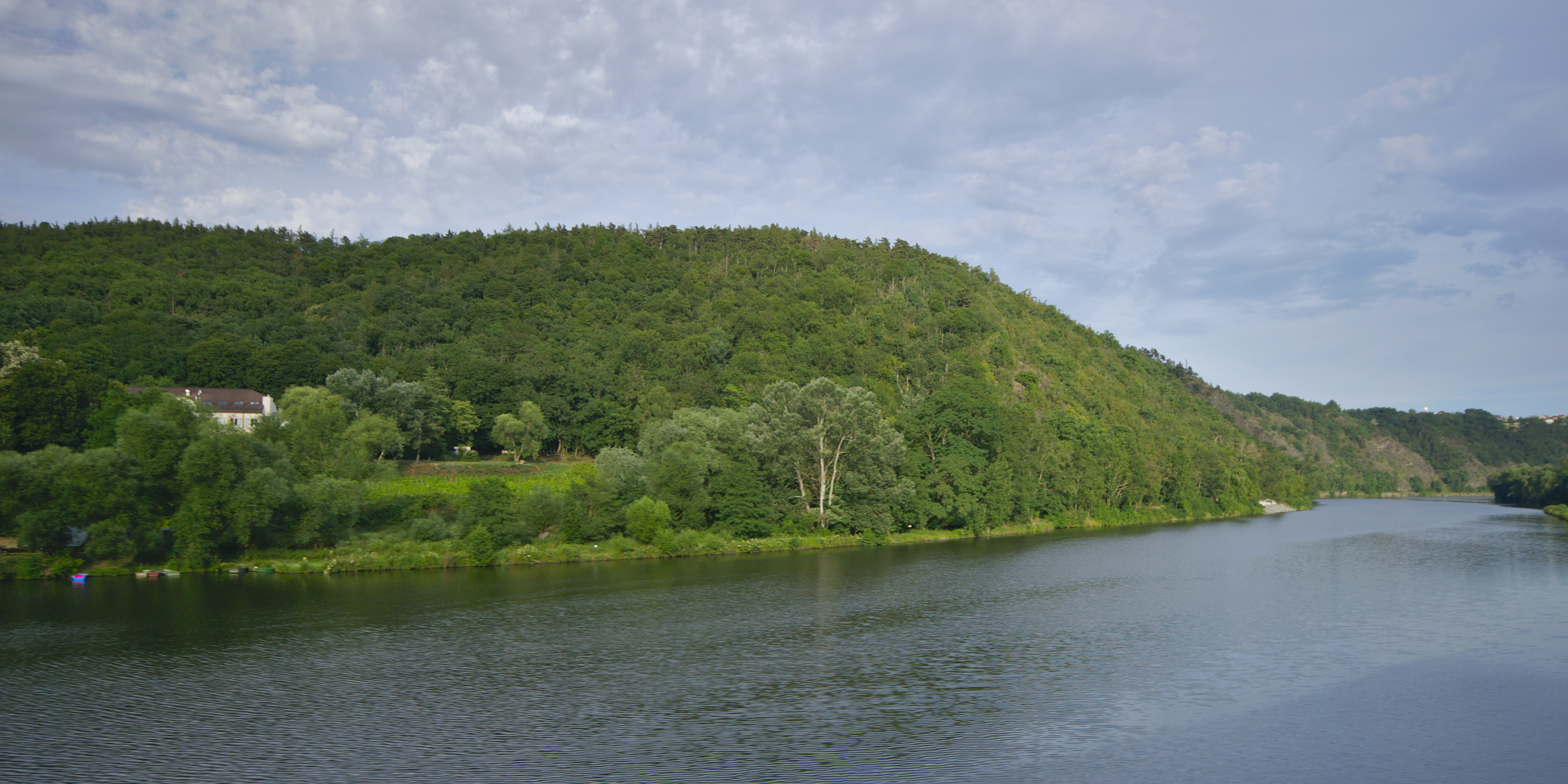
Pohled na rezervaci přes Vltavu
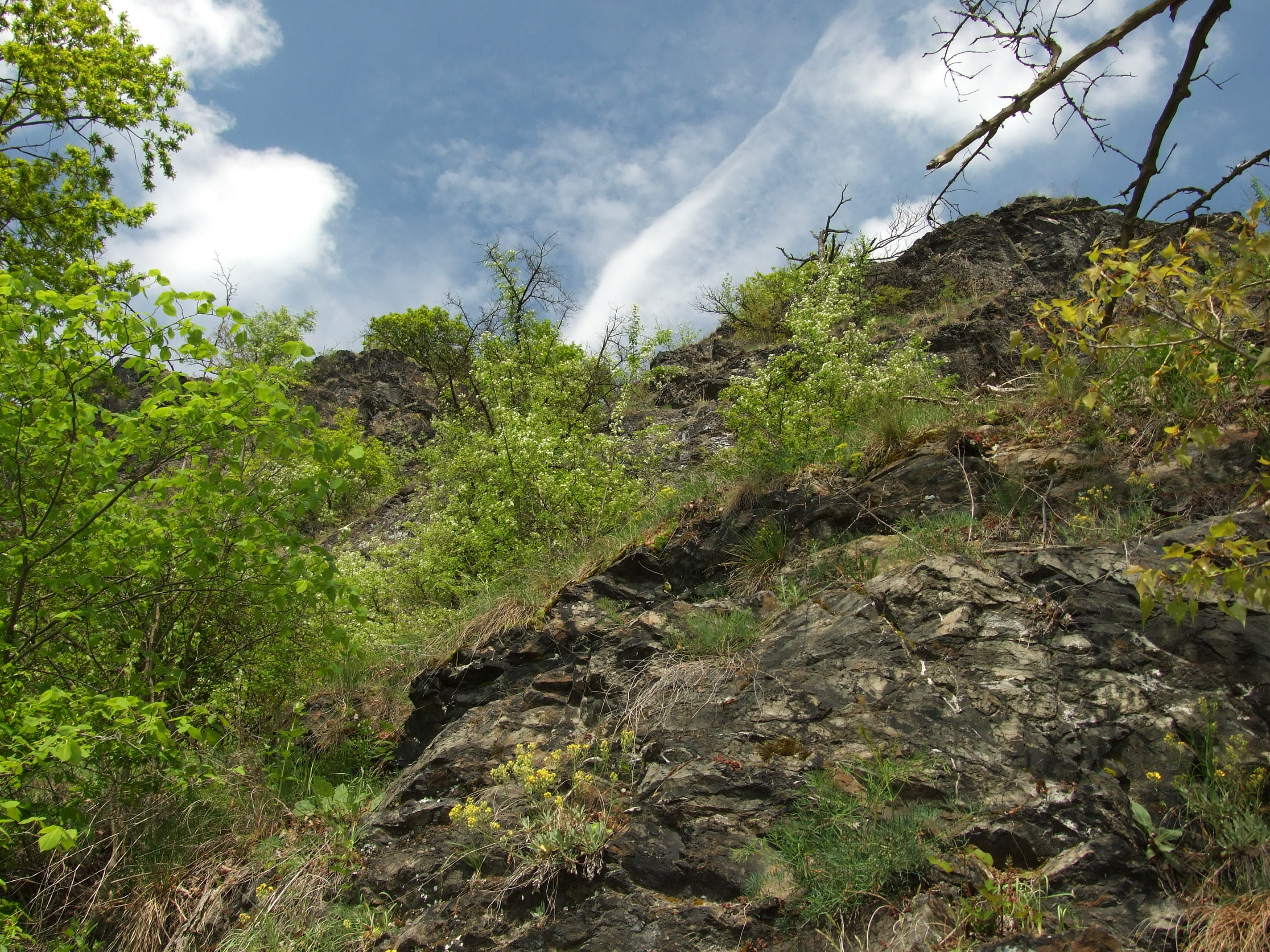
Skály
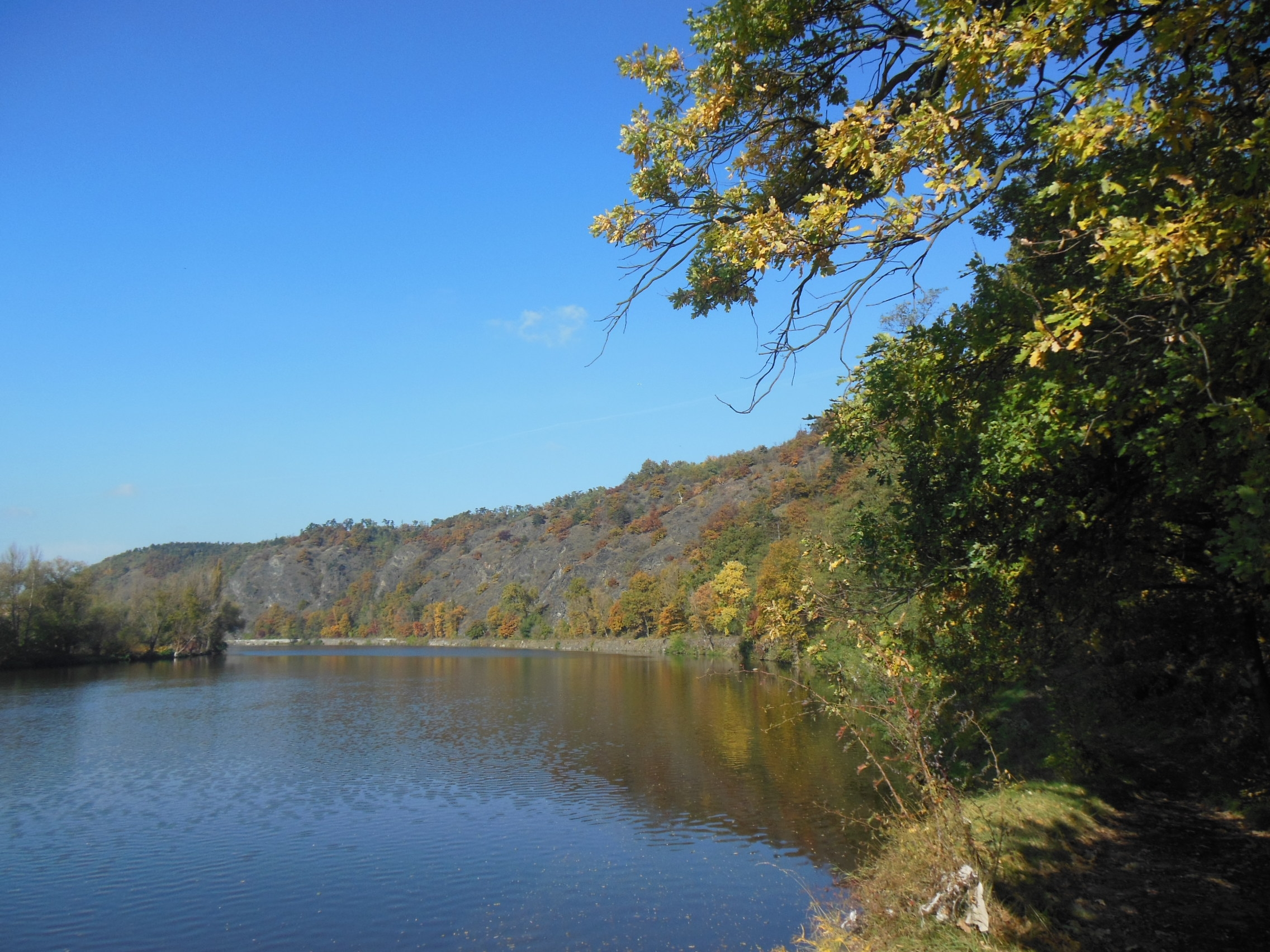
Větrušické rokle od Vltavy
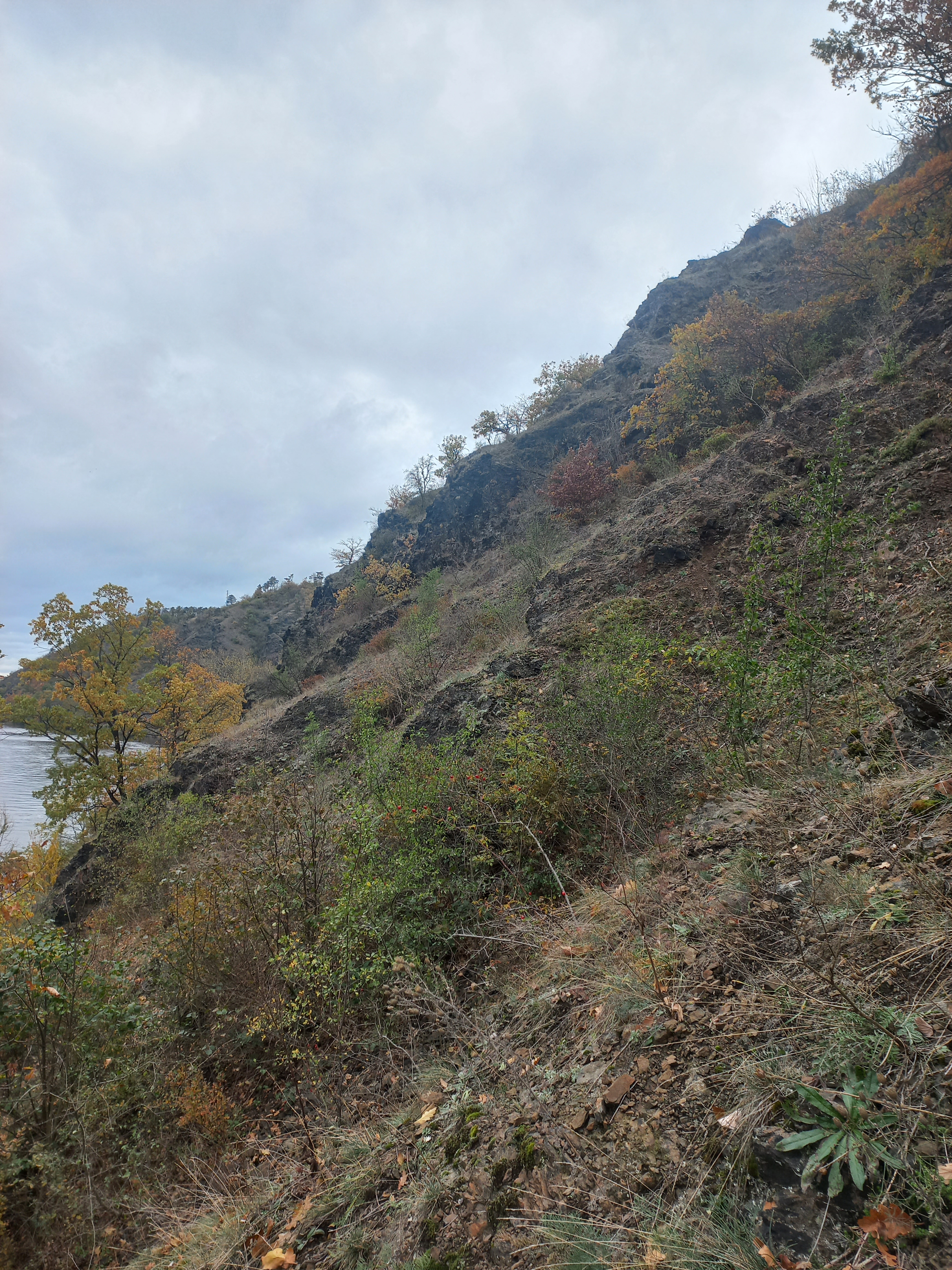
Travnatá stráň, podzimní stromy a řek